# František Fanta
František Fanta (22. února 1892, Podklášteří – 12. října 1977, České Budějovice) byl československý legionář, generálmajor československé armády, čestný občan města Třebíče.

## Život
František Fanta se narodil na Podklášteří v dělnické rodině. Vyučil se jirchářem. Na frontě první světové války přešel z řad rakousko-uherské armády do zajetí a posléze do československých legií. Do republiky se navrátil v roce 1920.
Po obsazení československé republiky vojsky Třetí říše, kdy již byl štábním kapitánem, odešel František Fanta v červenci 1939 do Polska a poté již s podplukovníkem Ludvíkem Svobodou do Sovětského svazu. Po nějaký čas působil i na Středním Východě, ve Francii, kde bojoval na řece Marně a Seině, a v Anglii. Do Sovětského svazu se vrátil v roce 1943. Stál u vytvoření 2. paradesantní brigády.
V bojích na Dukle velel Fanta po nějaký čas 3. brigádě 1. čs. armádního sboru, než se stal zástupcem velitele generála Karla Klapálka. V říjnu 1944 byl v bojích sám těžce zraněn v obličeji. Po válce spolupracoval na obnově československé armády.
František Fanta byl nositelem různých vyznamenání, ať už československých (Československý vojenský řád Bílého lva „Za vítězství“ III. třídy, čs. válečné kříže z letech 1914–1918 a 1939), sovětských, jugoslávského, polského, francouzského a dalších. Jako vyjádření úcty udělilo město Třebíč Františku Fantovi čestné občanství a pojmenovalo po něm jednu z ulic v sídlišti Hájek na Nových Dvorech.